# Томашево
Томашево је насеље у општини Бијело Поље у Црној Гори. Према попису из 2003. било је 282 становника (према попису из 1991. било је 275 становника).
Указом Краља од 12. септембра 1925. године насеље је добило статус варошице под тадашњим именом Шаховићи.
Село се до 28. априла 1952. године звало Шаховићи, а приje тога Златеш, а сада носи назив Томашево у знак сећања на Томаша Жижића (1909-1942), команданта Четвртог батаљона Треће пролетерске санџачке ударне бригаде и народног хероја Југославије.
Овде се налази Манастир Златеш.

## Демографија
У насељу Томашево живи 215 пунолетних становника, а просечна старост становништва износи 39,5 година (37,9 код мушкараца и 41,3 код жена). У насељу има 84 домаћинства, а просечан број чланова по домаћинству је 3,36.
Ово насеље је углавном насељено Србима (према попису из 2003. године).
|  |

| Демографија | Демографија | Демографија |
| Година      | Становника  | Становника  |
| ----------- | ----------- | ----------- |
|             |             |             |
|             |             |             |
|             |             |             |
|             |             |             |
| 1948.       | 303         |             |
| 1953.       | 360         |             |
| 1961.       | 441         |             |
| 1971.       | 422         |             |
| 1981.       | 344         |             |
| 1991.       | 275         | 273         |
| 2003.       | 293         | 282         |
|             |             |             |
|             |             |             |

| Етнички састав према попису из 2003.‍ | Етнички састав према попису из 2003.‍ | Етнички састав према попису из 2003.‍ | Етнички састав према попису из 2003.‍ | Етнички састав према попису из 2003.‍ |
| ------------------------------------ | ------------------------------------ | ------------------------------------ | ------------------------------------ | ------------------------------------ |
|                                      |                                      |                                      |                                      |                                      |
| Срби                                 | Срби                                 |                                      | 190                                  | 67,37%                               |
| Црногорци                            | Црногорци                            |                                      | 83                                   | 29,43%                               |
| Југословени                          | Југословени                          |                                      | 1                                    | 0,35%                                |
| непознато                            | непознато                            |                                      | 6                                    | 2,12%                                |

| \| \| м \| \| \| ж \| \| ? \| 0 \| \| \| 0 \| \| 80+ \| 6 \| \| \| 2 \| \| 75—79 \| 2 \| \| \| 7 \| \| 70—74 \| 9 \| \| \| 7 \| \| 65—69 \| 5 \| \| \| 9 \| \| 60—64 \| 9 \| \| \| 11 \| \| 55—59 \| 5 \| \| \| 7 \| \| 50—54 \| 6 \| \| \| 14 \| \| 45—49 \| 10 \| \| \| 8 \| \| 40—44 \| 18 \| \| \| 7 \| \| 35—39 \| 8 \| \| \| 9 \| \| 30—34 \| 9 \| \| \| 6 \| \| 25—29 \| 13 \| \| \| 8 \| \| 20—24 \| 10 \| \| \| 3 \| \| 15—19 \| 8 \| \| \| 10 \| \| 10—14 \| 10 \| \| \| 9 \| \| 5—9 \| 10 \| \| \| 7 \| \| 0—4 \| 10 \| \| \| 10 \| \| Просек : \| 6 \| \| \| 3 \| |    |  |  |    |
| |    |  |  |    |
| | м  |  |  | ж  |
| ? | 0  |  |  | 0  |
| 80+ | 6  |  |  | 2  |
| 75—79 | 2  |  |  | 7  |
| 70—74 | 9  |  |  | 7  |
| 65—69 | 5  |  |  | 9  |
| 60—64 | 9  |  |  | 11 |
| 55—59 | 5  |  |  | 7  |
| 50—54 | 6  |  |  | 14 |
| 45—49 | 10 |  |  | 8  |
| 40—44 | 18 |  |  | 7  |
| 35—39 | 8  |  |  | 9  |
| 30—34 | 9  |  |  | 6  |
| 25—29 | 13 |  |  | 8  |
| 20—24 | 10 |  |  | 3  |
| 15—19 | 8  |  |  | 10 |
| 10—14 | 10 |  |  | 9  |
| 5—9 | 10 |  |  | 7  |
| 0—4 | 10 |  |  | 10 |
| Просек : | 6  |  |  | 3  |

| Број домаћинстава према пописима из периода 1948—2003. | Број домаћинстава према пописима из периода 1948—2003. | Број домаћинстава према пописима из периода 1948—2003. | Број домаћинстава према пописима из периода 1948—2003. | Број домаћинстава према пописима из периода 1948—2003. | Број домаћинстава према пописима из периода 1948—2003. | Број домаћинстава према пописима из периода 1948—2003. | Број домаћинстава према пописима из периода 1948—2003. |
| Година пописа                                          | 1948.                                                  | 1953.                                                  | 1961.                                                  | 1971.                                                  | 1981.                                                  | 1991.                                                  | 2003.                                                  |
| ------------------------------------------------------ | ------------------------------------------------------ | ------------------------------------------------------ | ------------------------------------------------------ | ------------------------------------------------------ | ------------------------------------------------------ | ------------------------------------------------------ | ------------------------------------------------------ |
| Број домаћинстава                                      | 73                                                     | 82                                                     | 97                                                     | 102                                                    | 84                                                     | 81                                                     | 88                                                     |

| Број домаћинстава по броју чланова према попису из 2003. | Број домаћинстава по броју чланова према попису из 2003. | Број домаћинстава по броју чланова према попису из 2003. | Број домаћинстава по броју чланова према попису из 2003. | Број домаћинстава по броју чланова према попису из 2003. | Број домаћинстава по броју чланова према попису из 2003. | Број домаћинстава по броју чланова према попису из 2003. | Број домаћинстава по броју чланова према попису из 2003. | Број домаћинстава по броју чланова према попису из 2003. | Број домаћинстава по броју чланова према попису из 2003. | Број домаћинстава по броју чланова према попису из 2003. | Број домаћинстава по броју чланова према попису из 2003. |
| Број чланова                                             | 1                                                        | 2                                                        | 3                                                        | 4                                                        | 5                                                        | 6                                                        | 7                                                        | 8                                                        | 9                                                        | 10 и више                                                | Просек                                                   |
| -------------------------------------------------------- | -------------------------------------------------------- | -------------------------------------------------------- | -------------------------------------------------------- | -------------------------------------------------------- | -------------------------------------------------------- | -------------------------------------------------------- | -------------------------------------------------------- | -------------------------------------------------------- | -------------------------------------------------------- | -------------------------------------------------------- | -------------------------------------------------------- |
| Број домаћинстава                                        | 84                                                       | 13                                                       | 21                                                       | 12                                                       | 13                                                       | 18                                                       | 2                                                        | 3                                                        | 2                                                        | 0                                                        | 0                                                        |

| Пол    | Укупно | Неожењен/Неудата | Ожењен/Удата | Удовац/Удовица | Разведен/Разведена | Непознато |
| ------ | ------ | ---------------- | ------------ | -------------- | ------------------ | --------- |
| Мушки  | 118    | 49               | 64           | 4              | 1                  | 0         |
| Женски | 108    | 28               | 64           | 15             | 1                  | 0         |
| УКУПНО | 226    | 77               | 128          | 19             | 2                  | 0         |

| Пол    | Укупно                    | Пољопривреда, лов и шумарство | Рибарство                            | Вађење руде и камена | Прерађивачка индустрија       |
| ------ | ------------------------- | ----------------------------- | ------------------------------------ | -------------------- | ----------------------------- |
| Мушки  | 40                        | 12                            | 0                                    | 0                    | 2                             |
| Женски | 27                        | 8                             | 0                                    | 0                    | 1                             |
| Укупно | 67                        | 20                            | 0                                    | 0                    | 3                             |
|        |                           |                               |                                      |                      |                               |
| Пол    | Производња и снабдевање   | Грађевинарство                | Трговина                             | Хотели и ресторани   | Саобраћај, складиштење и везе |
| Мушки  | 1                         | 2                             | 4                                    | 1                    | 0                             |
| Женски | 0                         | 0                             | 2                                    | 2                    | 0                             |
| Укупно | 1                         | 2                             | 6                                    | 3                    | 0                             |
|        |                           |                               |                                      |                      |                               |
| Пол    | Финансијско посредовање   | Некретнине                    | Државна управа и одбрана             | Образовање           | Здравствени и социјални рад   |
| Мушки  | 0                         | 0                             | 2                                    | 6                    | 3                             |
| Женски | 0                         | 0                             | 0                                    | 7                    | 3                             |
| Укупно | 0                         | 0                             | 2                                    | 13                   | 6                             |
|        |                           |                               |                                      |                      |                               |
| Пол    | Остале услужне активности | Приватна домаћинства          | Екстериторијалне организације и тела | Непознато            | Непознато                     |
| Мушки  | 0                         | 0                             | 0                                    | 7                    | 7                             |
| Женски | 0                         | 0                             | 0                                    | 4                    | 4                             |
| Укупно | 0                         | 0                             | 0                                    | 11                   | 11                            |